# Premier van Georgië
De premier van Georgië (Georgisch: საქართველოს პრემიერ-მინისტრი, Sakartvelos premier-ministri) is de regeringsleider en het hoofd van de uitvoerende macht van Georgië en legt regeringsverantwoording af aan het parlement van Georgië. De premier vertegenwoordigt net als de president Georgië in buitenlandse betrekkingen en sluit namens Georgië internationale verdragen. 
De premier wordt voorgedragen door de grootste politieke partij bij parlementsverkiezingen, waarop een vertrouwensstemming van het parlement volgt. Op 8 februari 2024 werd Irakli Kobachidze premier, toen hij Irakli Garibasjvili opvolgde. Kobachidze was in de voorafgaande drie jaar partijvoorzitter en parlementslid van regeringspartij Georgische Droom. In Georgië wisselen premiers geregeld tussentijds zonder nieuwe verkiezingen.

## Geschiedenis
De functie van premier, of ook wel regeringsvoorzitter, gaat in Georgië terug naar de Democratische Republiek Georgië (1918-1921) dat een parlementair systeem zonder president kende. Onder de Sovjet-Unie werd de functie afgeschaft, om in de nadagen ervan in 1990 terug te keren als voorzitter van de raad van ministers. In de onafhankelijke Republiek Georgië werd de macht van de premier in 2012 versterkt door de transformatie naar een parlementaire republiek.

### In Democratische Republiek Georgië (1918-1921)
De onafhankelijkheidsverklaring van mei 1918 regelde een tijdelijke regering als uitvoerende macht, met een parlementaire wetgevende macht waar de regering onder leiding van de regeringsvoorzitter verantwoording aan was verschuldigd. Na de verkiezingen in 1919 voor een grondwetgevende vergadering, werd in de grondwet van 1921 verankerd dat de regeringsvoorzitter de hoogste vertegenwoordiger van de republiek zou zijn.

### In Sovjet-Georgië
Na de invasie van het Rode Leger in februari 1921 vluchtte de regering via Koetaisi en Batoemi naar Frankrijk waar het in ballingschap verbleef. Met het uitroepen van de Georgische Socialistische Sovjetrepubliek werd de functie van regeringsvoorzitter in 1921 afgeschaft. De leiding over de uitvoerende macht lag gedurende de Sovjet-periode tot 1990 bij de voorzitter van de Raad van Volkscommissarissen. Na de verkiezingen voor de Hoge Raad (de voormalige Opperste Sovjet) in najaar 1990 werd een raad van ministers gevormd (kabinet) met voorzitter Tengiz Sigoea. Hiermee werd het parlementaire stelsel en de rol van premier weer hersteld.

### In de Republiek Georgië
De grondwet van 1995 vormde de functie van voorzitter van de raad van ministers om tot Staatsminister die het hoofd werd van de kanselarij van de president. Na de Rozenrevolutie van 2003 werd de functie van premier begin 2004 weer ingevoerd. Tijdens het presidentschap van Micheil Saakasjvili benoemde de president de premier en was diens hoofdadviseur die de meeste uitvoerende bevoegdheden uitoefende.
Grondwetswijzigingen die na de parlementsverkiezingen van 2012 en presidentsverkiezingen van 2013 ingingen transformeerden Georgië van een presidentieel- naar een parlementair systeem waarbij de verantwoordelijkheid voor de uitvoerende macht verschoof van de president naar de premier. Dit is met grondwetswijzigingen in 2017 en 2018 verder versterkt.

## Bevoegdheden en taken
De taken en verantwoordelijkheden van de premier liggen besloten in artikel 55 van de Georgische grondwet dat stelt:
1. De premier van Georgië is het hoofd van de regering.
2. De premier bepaalt de hoofdrichtingen van regeringsactiviteiten, organiseert regeringsactiviteiten, coördineert en controleert de activiteiten van ministers en ondertekent rechtshandelingen van de regering.
3. De premier vertegenwoordigt Georgië in buitenlandse betrekkingen en sluit namens Georgië internationale verdragen.
4. De premier benoemt en ontslaat ministers. Hij/zij is bevoegd de taken van de eerste vice-premier op te dragen aan een van de ministers en de taken van de vice-premier op te dragen aan een of meer ministers.
5. De premier legt tegenover het parlement verantwoording af over de activiteiten van de regering. Hij brengt jaarlijks verslag uit aan het parlement over de uitvoering van het regeringsprogramma en brengt op verzoek van het parlement tevens verslag uit over de uitvoering van bepaalde onderdelen van het regeringsprogramma.

Daarnaast bekrachtigt de premier wettelijke besluiten die door de president van Georgië zijn geïnitieerd, behalve in het geval van het uitschrijven van parlementsverkiezingen, het ontbinden van het parlement of het bijeenroepen van zittingen of zittingen van het parlement, het sluiten van constitutionele akkoorden, de benoeming van de premier en anderen, toekenning van staatsonderscheidingen, gratieverlening aan veroordeelden, beslissingen over burgerschap, verzoeken aan het Grondwettelijk Hof of een rechtbank en algemene besluiten ten aan zien van de uitvoering van het presidentschap.

## Premiers van Georgië
Overzicht van de premiers van Georgië en de staatkundig vergelijkbare functies (regeringsvoorzitter, voorzitter raad van ministers, staatsminister).
| Nr.                                           | Premier                                       | Ambtsperiode                                  | Ambtsperiode                                  | Duur (d)                                      | Partij                                        | Partij                                        |
| Democratische Republiek Georgië (1918 - 1921) | Democratische Republiek Georgië (1918 - 1921) | Democratische Republiek Georgië (1918 - 1921) | Democratische Republiek Georgië (1918 - 1921) | Democratische Republiek Georgië (1918 - 1921) | Democratische Republiek Georgië (1918 - 1921) | Democratische Republiek Georgië (1918 - 1921) |
| --------------------------------------------- | --------------------------------------------- | --------------------------------------------- | --------------------------------------------- | --------------------------------------------- | --------------------------------------------- | --------------------------------------------- |
| 1                                             | Noë Ramisjvili (1881-1930)                    | 28 mei 1918                                   | 24 juni 1918                                  | 26                                            | Sociaaldemocratische Partij van Georgië       |                                               |
| 2                                             | Noë Zjordania (1868-1953)                     | 24 juni 1918                                  | 17 maart 1918                                 | 1195                                          | Sociaaldemocratische Partij van Georgië       |                                               |
| Republiek Georgië                             |                                               |                                               |                                               |                                               |                                               |                                               |
| 1                                             | Tengiz Sigoea (1934-2020)                     | 15 november 1990                              | 18 augustus 1991                              | 276                                           | Partijloos                                    |                                               |
| 2                                             | Besarion Goegoesjvili (1945)                  | 23 augustus 1991                              | 6 januari 1992                                | 136                                           | Ronde Tafel — Vrij Georgië                    |                                               |
| 3                                             | Tengiz Sigoea (1934-2020)                     | 6 januari 1992                                | 5 augustus 1993                               | 577                                           | Partijloos                                    |                                               |
| 4                                             | Otar Patsatsia (1929-2021)                    | 20 augustus 1993                              | 5 oktober 1995                                | 776                                           | Partijloos                                    |                                               |
| 5                                             | Niko Lekisjvili (1947-2025)                   | 8 december 1995                               | 26 juli 1998                                  | 962                                           | Burgerunie van Georgië                        |                                               |
| 6                                             | Vazja Lortkipanidze (1949)                    | 31 juli 1998                                  | 11 mei 2000                                   | 650                                           | Burgerunie van Georgië                        |                                               |
| 7                                             | Giorgi Arsenisjvili (1942-2010)               | 11 mei 2000                                   | 21 december 2001                              | 589                                           | Burgerunie van Georgië                        |                                               |
| 8                                             | Avtandil Dzjorbenadze (1951-2024)             | 21 december 2001                              | 27 november 2003                              | 706                                           | Burgerunie van Georgië                        |                                               |
| 9                                             | Zoerab Zjvania (1963-2005)                    | 27 november 2003                              | 3 februari 2005                               | 434                                           | Boerdzjanadze-Democraten                      |                                               |
| 10                                            | Zoerab Nogaideli (1964)                       | 17 februari 2005                              | 16 november 2007                              | 1008                                          | Verenigde Nationale Beweging                  |                                               |
| 11                                            | Lado Goergenidze (1970)                       | 22 november 2007                              | 1 november 2008                               | 345                                           | Partijloos                                    |                                               |
| 12                                            | Grigol Mgaloblisjvili (1973)                  | 1 november 2008                               | 6 februari 2009                               | 97                                            | Partijloos                                    |                                               |
| 13                                            | Nika Gilaoeri (1975)                          | 6 februari 2009                               | 4 juli 2012                                   | 1244                                          | Partijloos                                    |                                               |
| 14                                            | Vano Merabisjvili (1968)                      | 4 juli 2012                                   | 25 oktober 2012                               | 113                                           | Verenigde Nationale Beweging                  |                                               |
| 15                                            | Bidzina Ivanisjvili (1956)                    | 25 oktober 2012                               | 20 november 2013                              | 391                                           | Georgische Droom                              |                                               |
| 16                                            | Irakli Garibasjvili (1982)                    | 20 november 2013                              | 30 december 2015                              | 770                                           | Georgische Droom                              |                                               |
| 17                                            | Giorgi Kvirikasjvili (1967)                   | 30 december 2015                              | 13 juni 2018                                  | 896                                           | Georgische Droom                              |                                               |
| 18                                            | Mamoeka Bachtadze (1982)                      | 20 juni 2018                                  | 2 september 2019                              | 439                                           | Georgische Droom                              |                                               |
| 19                                            | Giorgi Gacharia (1975)                        | 8 september 2019                              | 18 februari 2021                              | 529                                           | Georgische Droom                              |                                               |
| 20                                            | Irakli Garibasjvili (1982)                    | 22 februari 2021                              | 29 januari 2024                               | 1071                                          | Georgische Droom                              |                                               |
| 21                                            | Irakli Kobachidze                             | 8 februari 2024                               |                                               | 419                                           | Georgische Droom                              |                                               |